# Spectres
Spectres es el quinto álbum de estudio de Blue Öyster Cult, lanzado por Columbia Records en 1977.
El disco fue certificado oro en enero de 1978, y contiene hits como "Godzilla", "Death Valley Nights", "R.U. Ready 2 Rock" o "I Love the Night", mientras que la enigmática portada muestra rayos laser, parte de los efectos escenográficos de la banda en aquel entonces.
No obstante "Spectres" no cuenta con la popularidad de su disco anterior, "Agents Of Fortune", aún es un favorito de los fanes.

## Lista de canciones
Lado A
1. Godzilla – 3:41 –  (Donald Roeser)
2. Golden Age of Leather  – 5:53 –  (Bruce Abbott, Donald Roeser)
3. Death Valley Nights – 4:07 –  (Richard Meltzer, Albert Bouchard)
4. Searchin’ for Celine – 3:35 –  (Allen Lanier)
5. Fireworks – 3:14 –  (Albert Bouchard)

Lado B
1. R.U. Ready 2 Rock – 3:45 –  (Sandy Pearlman, Albert Bouchard)
2. Celestial the Queen – 3:24 –  (Helen Wheels, Joe Bouchard)
3. Goin’ Through the Motions – 3:12 –  (Eric Bloom, Ian Hunter)
4. I Love the Night – 4:23 –  (Donald Roeser)
5. Nosferatu – 5:23 –  (Wheels, Joe Bouchard)

## Personal
- Eric Bloom: voz, guitarra
- Joe Bouchard: bajo, voz, guitarra
- Buck Dharma (Donald Roeser): guitarra, voz
- Albert Bouchard: batería, voz, armónica
- Allen Lanier: teclados, guitarra
- Newark Boys Chorus: coros en Golden Age of Leather